# Soós Krisztina
Soós Krisztina (1976. május 31. –) magyar testfestő, üzletasszony, szerkesztő.

## Testfestő
Soós Krisztina gyakorlott arcfestő, csillámfestő és hennafestő. Ő volt az első  és jelenleg egyetlen magyar képviselője a World Bodypainting Association-nek.
Gyakran szerepel tv-műsorokban pl. a Családbarát és a Fem3 café, úgy mint a testfestés témák szakértője. Több magazinnak is alkalmi szerzője, beleértve a Beauty Forum magazint.

## Üzletasszony
Soós Krisztina ügyvezető igazgatója a testfestő termékeket forgalmazó CsillámVilág Kft-nek.

## Szerkesztő
Soós Krisztina vezető szerkesztője az Arcfestés magazin, a Csillámtetoválás magazin, és a Henna enciklopédia weblapoknak.